# I figli non si toccano!
I figli non si toccano! è un film italiano del 1978, diretto da Nello Rossati.

## Trama
Ambientato a Napoli. Raffaele Sapienza noto contrabbandiere perde uno dei suoi uomini in mare durante un conflitto a fuoco contro ignoti delinquenti. Nel frattempo viene rapito un bambino, figlio di Maria, ex compagna di Sapienza. Raffaele si adopera subito per ritrovare il bambino, e scopre che dietro al sequestro c'è un gruppo di Marsigliesi, gli stessi che avevano ucciso il contrabbandiere in mare.